# Матчи женской сборной России по волейболу 2007
В 2007 году женская сборная России по волейболу приняла участие в трёх официальных турнирах, проводимых под эгидой ФИВБ и ЕКВ.

## Турниры и матчи

### Гран-при
| 3 августа. Жешув (Польша). Россия — Китай 3:1 (27:25, 21:25, 25:16, 25:15). Предварительный этап. 1-й тур. Группа «В» |
| --- |

Россия: Седова (7 очков), Алимова (21), Година (20), Сафронова (9), Гамова (18), М.Акулова (5), Крючкова — либеро. Выход на замену: Фатеева (2), Иванова (1), С.Акулова.

Китай: Ян Хао, Вэй Цююэ, Сюй Юньли, Чжоу Сухун, Сюэ Мин, Ли Цзюань, Чжан Сянь — либеро. Выход на замену: Лю Яньань, Ма Юньвэнь, Чжан Юэхун.
| 4 августа. Жешув (Польша). Россия — США 0:3 (23:25, 22:25, 13:25). Предварительный этап. 1-й тур. Группа «В» |
| --- |

Россия: Седова (2), Алимова (5), Фатеева (2), Година (10, Сафронова (5), М.Акулова (3), Крючкова — либеро. Выход на замену: Гамова (9), С.Акулова (1), Иванова (1), Кошелева.

США: Скотт, Хэниф, Уилкинс, Джойнс, Глэсс, А Моу-Сантос, Дэвис — либеро. Выход на замену: Ли, Томпсон, Бьюсс.
| 5 августа. Жешув (Польша). Россия — Польша 3:0 (25:17, 25:16, 25:21). Предварительный этап. 1-й тур. Группа «В» |
| --- |

Россия: Седова (6), Алимова (13), Година (11), Сафронова (9), Гамова (16), М.Акулова (4), Крючкова — либеро. Выход на замену: Кошелева, С.Акулова, Иванова.

Польша: Сковроньска, Бельцик, Свеневич, Беднарек, Рознер, Ликторас, Зеник — либеро. Выход на замену: Лесневич, Подолец, Садурек, Фраковяк, Дзенкевич.
| 10 августа. Хабаровск (Россия). Россия — Казахстан 3:0 (25:16, 25:22, 28:26). Предварительный этап. 2-й тур. Группа «Е» |
| --- |

Россия: Седова (2), Алимова (16), Година (14), Сафронова (12), Гамова (7), М.Акулова (2), Крючкова — либеро. Выход на замену: Фатеева (6), С.Акулова, Иванова.

Казахстан: Рыкова, Куцко, Наседкина, Илющенко, Грушко, Павлова, Эзау — либеро. Выход на замену: Карпова, Ишимцева.
| 11 августа. Хабаровск (Россия). Россия — США 3:2 (18:25, 25:18, 26:24, 21:25, 15:6). Предварительный этап. 2-й тур. Группа «Е» |
| --- |

Россия: Седова, Алимова (13), Година (16), Сафронова (15), Гамова (23), М.Акулова (7), Крючкова — либеро. Выход на замену: Фатеева (3), Иванова (2).

США: Скотт, Хэниф, Уилкинс, Джойнс, Глэсс, А Моу-Сантос, Дэвис — либеро. Выход на замену: Ли, Томпсон, Бьюсс, Ннамани.
| 12 августа. Хабаровск (Россия). Россия — Куба 3:2 (25:23, 25:23, 24:26, 21:25, 15:11). Предварительный этап. 2-й тур. Группа «Е» |
| --- |

Россия: Седова (5), Алимова (14), Година (13), Сафронова (10), Гамова (16), М.Акулова (3), Крючкова — либеро. Выход на замену: Соколова (8), С.Акулова, Фатеева, Кошелева, Иванова.

Куба: Руис, Сантос, Каррильо, Рамиес, Кальдерон, Баррос, Ортис — либеро. Выход на замену: Каркасес.
| 17 августа. Осака (Япония). Россия — Польша 0:3 (21:25, 19:25, 26:28). Предварительный этап. 3-й тур. Группа «G» |
| --- |

Россия: Седова (5), Алимова (8), Година (6), Сафронова (6), Гамова (22), М.Акулова (1), Крючкова — либеро. Выход на замену: Соколова (3), Фатеева, Меркулова (1), С.Акулова.

Польша: Сковроньска, Дзенкевич, Подолец, Свеневич, Садурек, Ликторас, Зеник — либеро. Выход на замену: Рознер, Косматка.
| 18 августа. Осака (Япония). Россия — Казахстан 3:2 (25:14, 14:25, 25:23, 23:25, 15:10). Предварительный этап. 3-й тур. Группа «G» |
| --- |

Россия: Алимова (13), Соколова (15), Сафронова (1), Гамова (26), С.Акулова (2), Меркулова (5), Крючкова — либеро. Выход на замену: Фатеева (13), Седова (4), М.Акулова (1), Иванова, Година (2).

Казахстан: Рыкова, Карпов, Наседкина, Илющенко, Грушко, Павлова, Эзау — либеро. Выход на замену: Ишимцева, Куцко.
| 19 августа. Осака (Япония). Россия — Япония 3:1 (21:25, 25:23, 25:18, 25:19). Предварительный этап. 3-й тур. Группа «G» |
| --- |

Россия: Алимова (11), Фатеева (6), Соколова (23), Сафронова (8), С.Акулова (6), Меркулова (14), Крючкова — либеро. Выход на замену: Година (10).

Япония: Курихара, Такэсита, Такахаси, Араки, Кимура, Содзи, Сано — либеро. Выход на замену: Омура, Сугияма.
| 22 августа. Нинбо (Китай). Россия — Италия 1:3 (18:25, 17:25, 25:23, 17:25). Финальный этап |
| ------------------------------------------------------------------------------------------- |

Россия: Алимова (5), Соколова (11), Година (6), Гамова (11), С.Акулова (6), Меркулова (14), Крючкова — либеро. Выход на замену: Седова (6), Сафронова (1), М.Акулова (1), Кошелева (7).

Италия: Фьорин, Гуиджи, Барацца, Ортолани, Агуэро, Ло Бьянко, Кроче — либеро. Выход на замену: Арригетти, Секоло, Витец.
| 23 августа. Нинбо (Китай). Россия — Бразилия 3:2 (25:16, 15:25, 19:25, 25:17, 15:13). Финальный этап |
| --- |

Россия: Алимова (11), Соколова (9), Година (15), Гамова (19), С.Акулова, Меркулова (10), Крючкова — либеро. Выход на замену: М.Акулова, Сафронова (1), Кошелева, Седова (2).

Бразилия: Каролина, Паула, Карол Гаттаж, Фабиана, Сасса, Шейла, Арлен — либеро. Выход на замену: Таиса, Фабиола, Эрика, Режиана, Жойс.
| 24 августа. Нинбо (Китай). Россия — Польша 3:0 (25:11, 25:22, 26:24). Финальный этап |
| ------------------------------------------------------------------------------------ |

Россия: Алимова (17), Соколова (11), Година (6), Гамова (16), Меркулова (8), М.Акулова (4), Крючкова — либеро. Выход на замену: Сафронова (2).

Польша: Сковроньска, Дзенкевич, Бельцик, Подолец, Беднарек, Рознер, Зеник — либеро. Выход на замену: Качоровска.
| 25 августа. Нинбо (Китай). Россия — Китай 0:3 (23:25, 25:27, 22:25). Финальный этап |
| ----------------------------------------------------------------------------------- |

Россия: Алимова (6), Соколова (6), Година (2), Гамова (13), Меркулова (12), М.Акулова (5), Крючкова — либеро. Выход на замену: Сафронова (10), С.Акулова, Фатеева (1), Седова.

Китай: Ян Хао, Вэй Цююэ, Сюй Юньли, Чжоу Сухун, Сюэ Мин, Ли Цзюань, Чжан Сянь — либеро. Выход на замену: Чжан Юэхун, Сунь Сяоцин, Ма Юньвэнь.
| 26 августа. Нинбо (Китай). Россия — Нидерланды 2:3 (25:21, 18:25, 13:25, 25:20, 8:15). Финальный этап |
| --- |

Россия: Алимова (13), Соколова (19), Година (11), Гамова (14), Меркулова (5), М.Акулова (4), Крючкова — либеро. Выход на замену: Сафронова (2), Седова, Фатеева (1).

Нидерланды: К.Сталенс, Ч.Сталенс, Венсинк, Флир, И.Виссер, Стам, ван Тинен — либеро. Выход на замену: Фледдерус, Хурман, Блом.
На предварительном этапе очередного розыгрыша Гран-при сборная России заняла третье место и вышла в финальный турнир. Финал проводился среди шести команд по круговой системе. В нём российские волейболистки выиграли только два мачта из пяти и остались без медалей розыгрыша, став только четвёртыми в итоговом зачёте.

### Отборочный турнир Гран-при 2008
| 3 сентября. Анкара (Турция). Россия — Болгария 3:0 (25:21, 25:18, 25:19). |
| ------------------------------------------------------------------------- |

Россия: Фатеева (8), Сафронова (10), Сажина (12), Кошелева (12), Меркулова (8), М.Акулова (2), Кабешова — либеро. Выход на замену: Алимова.

Болгария: Заркова, Янева, Дебарлиева, Тенева-Миличевич, Колева, С.Филипова, М.Филипова — либеро. Выход на замену: Ненова, Цекова.
| 4 сентября. Анкара (Турция). Россия — Германия 3:1 (25:22, 25:21, 22:25, 25:21). |
| -------------------------------------------------------------------------------- |

Россия: Алимова (8), Соколова (16), Сафронова (16), Гамова (18), Меркулова (13), М.Акулова (4), Кабешова — либеро. Выход на замену: Кошелева (1), Сажина, Фатеева.

Германия: Вайсс, Думлер, Фюрст, Грюн, Козух, Сушке, Черлих — либеро. Выход на замену: Байер, Апитц, Буагаа, Бринкер, Радцувайт.
| 5 сентября. Анкара (Турция). Россия — Турция 1:3 (23:25, 23:25, 25:17, 21:25). |
| ------------------------------------------------------------------------------ |

Россия: Алимова (9), Соколова (17), Година (9), Сажина (3), Гамова (14), М.Акулова (3), Кабешова — либеро. Выход на замену: Меркулова (7), Кошелева (1), Сафонова (1).

Турция: Мерт, Озбек, Кырдар, Гюмюш, Эрдем, Дарнель, Каялар — либеро. Выход на замену: Денкель, Озсой, Челик, Расна, Хакйемез.
| 6 сентября. Анкара (Турция). Россия — Сербия 2:3 (20:25, 25:19, 23:25, 25:19, 13:15). |
| ------------------------------------------------------------------------------------- |

Россия: Алимова (4), Соколова (16), Година (8), Гамова (12), Меркулова (15), М.Акулова (3), Кабешова — либеро. Выход на замену: Сафронова (3), Сажина (3), Кошелева (8).

Сербия: Николич, Крсманович, Бракочевич, Молнар, Огненович, Читакович, Чебич — либеро. Выход на замену: Майстрович.
| 8 сентября. Анкара (Турция). Россия — Азербайджан 3:2 (25:13, 25:16, 16:25, 23:25, 15:13). |
| ------------------------------------------------------------------------------------------ |

Россия: Фатеева (19), Соколова (9), Сажина (17), Кошелева (20), Меркулова (9), М.Акулова (4), Кабешова — либеро. Выход на замену: Гамова (1), Сафронова (4), Старцева.

Азербайджан: Заманова, Гулиева, Е.Пархоменко, Маммадова, Коркмаз, Рахимова, Коротенко — либеро. Выход на замену: Симинягина, Гасимова, Ш.Каримова.
| 9 сентября. Анкара (Турция). Россия — Италия 1:3 (22:25, 25:23, 18:25, 19:25). |
| ------------------------------------------------------------------------------ |

Россия: Фатеева (12), Сажина (3), Гамова (22), Кошелева (5), Меркулова (2), М.Акулова (2), Соколова — либеро. Выход на замену: Алимова (17), Година (2), Сафронова, Старцева.

Италия: Андзанелло, Фьорин, Гуиджи, Ортолани, Ферретти, Дель Коре, Кардулло — либеро. Выход на замену: Арригетти, Кроче, Чиколари.
Итоги турнира для сборной России оказались неудовлетворительными. Заняв лишь 5-е место, российская команда в число призёров не попала и не получила путёвку на Гран-при 2008 года.

### Чемпионат Европы
| 20 сентября. Шарлеруа (Бельгия). Россия — Хорватия 3:0 (25:23, 25:23, 25:14). 1-й групповой этап. Группа «С» |
| --- |

Россия: Алимова (8), Соколова (15), Година (5), Гамова (16), Меркулова (4), М.Акулова (2), Кабешова — либеро. Выход на замену: Седова, Сафронова (2), С.Акулова, Фатеева (1).

Хорватия: Петрович, Делич, Попович, Решчич, Дуганджич, Барун, Цигич — либеро. Выход на замену: Алайбег, Милош, Грбац, Милетич.
| 21 сентября. Шарлеруа (Бельгия). Россия — Турция 3:0 (25:21, 28:26, 25:22). 1-й групповой этап. Группа «С» |
| --- |

Россия: Алимова (9), Соколова (12), Година (6), Гамова (19), Меркулова (3), М.Акулова (2), Кабешова — либеро. Выход на замену: Сафронова (1), С.Акулова, Седова, Фатеева (1).

Турция: Мерт, Озбек, Кырдар, Гюмюш, Эрдем, Дарнель, Каялар — либеро. Выход на замену: Челик, Расна, Хакйемез.
| 23 сентября. Шарлеруа (Бельгия). Россия — Франция 3:0 (25:19, 25:17, 25:20). 1-й групповой этап. Группа «С» |
| --- |

Россия: Алимова (4), Соколова (13), Година (11), Гамова (13), Меркулова (10), М.Акулова (3), Кабешова — либеро. Выход на замену: Фатеева, С.Акулова, Кошелева.

Франция: Салинас, Лозанчич, Боэр, Рыбачевски, Равва, Шлек, Керар — либеро. Выход на замену: Рошель, Фаэш, Джилали, Туриаф.
| 25 сентября. Шарлеруа (Бельгия). Россия — Азербайджан 3:0 (25:23, 25:14, 25:17). 2-й групповой этап. Группа «Е» |
| --- |

Россия: Алимова (7), Соколова (17), Година (5), Гамова (16), Меркулова (9), М.Акулова (4), Кабешова — либеро. Выход на замену: Седова (1), Сафронова, С.Акулова, Фатеева (2).

Азербайджан: Заманова, Гулиева, Е.Пархоменко, Маммадова, Коркмаз, Рахимова, Коротенко — либеро. Выход на замену: Ш.Каримова, А.Каримова, Симинягина.
| 26 сентября. Шарлеруа (Бельгия). Россия — Германия 3:0 (25:12, 25:23, 25:23). 2-й групповой этап. Группа «Е» |
| --- |

Россия: Алимова (7), Соколова (10), Година (12), Гамова (12), Меркулова (5), М.Акулова (4), Кабешова — либеро. Выход на замену: Фатеева, Сафронова.

Германия: Вайсс, Думлер, Фюрст, Грюн, Козух, Сушке, Черлих — либеро. Выход на замену: Байер, Апитц, Бринкер, Буагаа.
| 27 сентября. Шарлеруа (Бельгия). Россия — Италия 0:3 (15:25, 22:25, 19:25). 2-й групповой этап. Группа «Е» |
| --- |

Россия: Седова (8), Фатеева (5), Сафронова (3), Кошелева (10), Меркулова (8), М.Акулова (1), Кабешова — либеро. Выход на замену: С.Акулова (2), Гамова, Соколова (1), Година (1).

Италия: Барацца, Ортолани, Агуэро, Ло Бьянко, Дель Коре, Джоли, Кардулло — либеро. Выход на замену: Секоло, Фьорин, Кроче, Гуиджи.
| 29 сентября. Люксембург (Люксембург). Россия — Италия 0:3 (21:25, 22:25, 13:25). Полуфинал |
| ------------------------------------------------------------------------------------------ |

Россия: Алимова (4), Соколова (7), Година (11), Гамова (10), Меркулова (10), М.Акулова (2), Кабешова — либеро. Выход на замену: Фатеева (1), Сафронова, Кошелева (2).

Италия: Барацца, Ортолани, Агуэро, Ло Бьянко, Дель Коре, Джоли, Кардулло — либеро. Выход на замену: Гуиджи, Секоло.
| 30 сентября. Люксембург (Люксембург). Россия — Польша 3:1 (21:25, 25:23, 25:14, 25:20). Матч за 3-е место |
| --- |

Россия: Алимова (14), Соколова (17), Година (3), Гамова (24), Меркулова (11), М.Акулова (4), Кабешова — либеро. Выход на замену: Кошелева, Сафронова (10), С.Акулова, Седова, Фатеева.

Польша: Сковроньска, Дзенкевич, Глинка, Свеневич, Садурек, Ликторас, Зеник — либеро. Выход на замену: Подолец, Рознер, Беднарек, Мирек.
Первые пять матчей на турнире сборная России уверенно выиграла и досрочно вышла в полуфинал. Последнюю игру 2-го группового этапа россиянки проводили полурезервным составои и уступили сборной Италии, а затем вчистую проиграли ей же в полуфинале плей-офф. Победив в матче за 3-е место Польшу, российские волейболистки в итоге повторили свой результат прошлого европейского первенства, завоевав бронзовые медали.

## Итоги
Всего на счету сборной России в 2007 году 28 официальных матчей. Из них выиграно 18, проиграно 10. Соотношение партий 61:44. Соперниками россиянок в этих матчах были национальные сборные 16 стран.
| Турнир                          | И  | В | П | С/О   | Место |
| ------------------------------- | -- | - | - | ----- | ----- |
| Гран-при                        | 14 | 9 | 5 | 30:25 | 4-е   |
| Отборочный турнир Гран-при-2008 | 6  | 3 | 3 | 13:12 | 5-е   |
| Чемпионат Европы                | 8  | 6 | 2 | 18:7  | 3-е   |

## Состав
В скобках после количество игр указано число матчей, проведённых волейболисткой в стартовом составе + в качестве либеро.
| №  | Игрок              | Год рождения | Амплуа             | Клуб               | Турниры и игры | Турниры и игры | Турниры и игры | Всего матчей |
| №  | Игрок              | Год рождения | Амплуа             | Клуб               | ГП             | ОГП            | ЧЕ             | Всего матчей |
| -- | ------------------ | ------------ | ------------------ | ------------------ | -------------- | -------------- | -------------- | ------------ |
| 1  | Юлия Седова        | 1985         | центральная        | «Автодор-Метар»    | 12 (7)         |                | 5 (1)          | 17 (8)       |
| 3  | Наталья Алимова    | 1978         | центральная        | «Ленинградка»      | 14 (14)        | 5 (3)          | 7 (7)          | 26 (24)      |
| 4  | Ольга Фатеева      | 1984         | нападающая         | «Заречье-Одинцово» | 10 (2)         | 4 (3)          | 8 (1)          | 22 (6)       |
| 5  | Любовь Соколова    | 1977         | нападающая, либеро | «Заречье-Одинцово» | 9 (7)          | 5 (4+1)        | 8 (7)          | 22 (18+1)    |
| 6  | Елена Година       | 1977         | нападающая         | «Динамо» М         | 14 (12)        | 3 (2)          | 8 (7)          | 25 (21)      |
| 7  | Наталья Сафронова  | 1979         | нападающая         | «Заречье-Одинцово» | 14 (9)         | 6 (2)          | 7 (1)          | 27 (12)      |
| 9  | Светлана Крючкова  | 1985         | либеро             | «Заречье-Одинцово» | 14 (0+14))     |                |                | 14 (0+14)    |
| 10 | Ольга Сажина       | 1986         | центральная        | «Динамо» МО        |                | 6 (4)          |                | 6 (4)        |
| 11 | Екатерина Гамова   | 1980         | нападающая         | «Динамо» М         | 13 (12)        | 5 (4)          | 8 (7)          | 26 (23)      |
| 12 | Евгения Старцева   | 1989         | связующая          | «Автодор-Метар»    |                | 2              |                | 2            |
| 13 | Светлана Акулова   | 1984         | связующая          | Балаковская АЭС    | 11 (4)         |                | 6              | 17 (4)       |
| 14 | Екатерина Кабешова | 1986         | либеро             | «Ленинградка»      |                | 5 (0+5)        | 8 (0+8)        | 13 (0+13)    |
| 15 | Татьяна Кошелева   | 1988         | нападающая         | «Заречье-Одинцово» | 5              | 6 (3)          | 4 (1)          | 15 (4)       |
| 16 | Юлия Меркулова     | 1984         | центральная        | «Заречье-Одинцово» | 8 (7)          | 6 (5)          | 8 (8)          | 22 (20)      |
| 18 | Марина Акулова     | 1985         | связующая          | «Самородок»        | 13 (10)        | 6 (6)          | 8 (8)          | 27 (24)      |
| 19 | Анна Иванова       | 1987         | центральная        | «Тулица»           | 7              |                |                | 7            |

- Главный тренер — Джованни Капрара.
- Тренер — Ирина Кириллова.

Всего в 2007 году в составе сборной России в официальных турнирах играло 16 волейболисток.

## Другие турниры
- Volley Masters. 5—10 июня.  Монтрё

Групповой этап — Сербия 1:3, Германия 1:3, Нидерланды 0:3.
Полуфинал за 5-8 места — Турция 0:3. Итог — 7—8-е место.
- Кубок первого президента России Б. Н. Ельцина по волейболу. 28 июня—3 июля.  Екатеринбург, Нижний Тагил.

Групповой этап — Турция 2:3, Япония 3:1, Беларусь 1:3.
Полуфинал — Китай 0:3. Матч за 3-е место — Турция 3:1. Итог — 3-е место.